# Jechezkel Zakaj
Jechezkel Zakaj (hebrejsky יחזקאל זכאי‎, narozen 24. dubna 1932 – 31. března 2021) byl izraelský politik a bývalý poslanec Knesetu za stranu Ma'arach.

## Biografie
Narodil se v regionu Kurdistánu v Iráku, kde absolvoval střední školu. V roce 1950 přesídlil do Izraele.

## Politická dráha
V letech 1952–1953 byl tajemníkem mošavu Azarja. V letech 1954–1963 byl průvodcem v horských vesnicích. Stal se organizačním ředitelem mošavů na předměstí Jeruzaléma a v letech 1974–1977 zástupcem generálního tajemníka mošavového hnutí. V roce 1977 vedl v Straně práce odbor pro voliče z mošavů.
V izraelském parlamentu zasedl poprvé po volbách v roce 1977, do nichž šel za Ma'arach. Byl členem výboru pro ekonomické záležitosti a výboru finančního. Opětovně byl zvolen ve volbách v roce 1981. Nastoupil jako člen do finančního výboru. Ve volbách v roce 1984 mandát neobhájil. V roce 1984 se pak stal ředitelem vodárenské společnosti Mekorot.